# Jakobinci
Jakobinci so bili revolucionarni demokrati v času Francoske revolucije. Ime so dobili po samostanu svetega Jakoba v Parizu, kjer so imeli sedež. Na čelu je bil Maximilien Robespierre. Zahtevali so več pravic za male državljane in ukinitev neenakosti na osnovi bogastva. Osnovali so komite javne rešitve in narodno vojsko v kateri se je znašel mladi Napoleon Bonaparte. Leta 1793 so sprejeli ustavo, s katero so ukinili vse ostanke fevdalizma.